# 数詞
数詞（すうし、英: numeral）とは、数を表す語である。言語および数詞の種類により、名詞・形容詞・限定詞などの下位の品詞に分類される。文法上の数とは異なる。基数詞、序数詞など種別がある。

## 種類
数詞にはいくつか種類がある。最も基本的なのは基数詞であり、他の種類の数詞は一般に基数詞の変化形あるいは派生語である。

### 基数詞
基数詞（きすうし、英: cardinal numeral）とは、基数、すなわち分けて数えられるものの個数を表す数詞である。日本語の「いち」「に」「さん」は基数詞である。
インド・ヨーロッパ語族、オーストロネシア語族など、多くの言語では基数詞が安定しており、比較言語学において言語の系統の重要な手掛かりとなるが、中国周辺では漢数詞の借用がよく見られる。タイ語の基数詞は中国語に由来する。日本語・朝鮮語・ベトナム語などでは固有の数詞と漢数詞を併用する。
単独の基数詞は一般に名詞である。日本語・中国語などの多くの言語では、基数詞単独では名詞と結び付かず、助数詞と結び付けて数を数える（例：個数を表す「～個」、人数を表す「～人」）。英語・フランス語などの限定詞を持つ言語では、名詞句と結びついた基数詞は不定の限定詞と見なされる。特に、1 を表す基数詞は不定冠詞の起源である。
大きな数や、小数や負の数の表現も基数詞に含まれる（「命数法」も参照）。

### 序数詞
序数詞（じょすうし、英: ordinal numeral）あるいは順序数詞（じゅんじょすうし）とは、順序数、すなわち分けて数えられるものの順番を表す数詞である。なお同音の助数詞と混同しないこと。
インド・ヨーロッパ語族、アフロ・アジア語族などでは、序数詞は形容詞であり、固有の形態を持つ。通常は基数詞から規則的に求められるが、小さい整数では不規則変化や補充形が見られる。例えば英語の序数詞は、first , second は補充形、third は不規則、fourth からは規則的（但し、21以降は一の位の数に従う）であり、フランス語では premier は補充形、deuxième からは規則的である。
日本語では単独で序数詞を表すものはないが、「第-」を漢数詞（助数詞が付く場合は、算用数字で表すこともある）の前に付けるか、「-目」「-位」を助数詞の後に付けて表現される。
- 第二、第二回
- 二番目、二回目、二個目、二人目、二日目、二位

### 反復数詞
反復数詞（はんぷくすうし、英: iterative numeral）とは、回数を表す数詞である。英語の once, twice, thrice は反復数詞である。
日本語では基数詞と、「回」あるいは「度」を使うので、基数詞と区別される反復数詞はない。

### 集合数詞
集合数詞（しゅうごうすうし、英: collective numeral）とは、複数のものからなる組を表す数詞である。ロシア語の двое, трое は集合数詞である。また、複数形のみで単数形を持たない名詞に対しても用いる。リトアニア語などにも存在する。日本語では基数詞と「組」とを用いて「三人組」などとするので、独自の集合数詞はない。
「タプル」の項目も参照
ソロ (solo)、デュオ (duo)、トリオ (trio)、カルテット (quartet)、クインテット (quintet) などは、主に音楽に使われる人の集合数詞であるが、日本語では名詞と変わりがなく、基数詞とのつながりはない。

### 倍数詞
倍数詞（ばいすうし、英: multiplicative numeral）とは、何倍であるかを表す数詞である。英語には二系統あり、twofold, threefold, fourfold などは基数詞から規則的に導かれるが、double, triple, quadruple などの表現（詳細は「倍#西洋数学における n 倍を表す表現」を参照）は語源上はともかくとして、現在の基数詞との語形の繋がりはなく独立の語である。

### 分数詞
分数詞（ぶんすうし、英: fractional numeral）とは、分数の分母を表すのに用いる数詞である。ヨーロッパの諸言語では序数詞を用いるが、補充形を用いることもある。英語では 1/3 は a third 、1/5 は a fifth であり、分母は序数詞と同じであるが、1/2 と 1/4 は例外で、1/2 は a half、1/4 は a quarter であり、序数詞と異なる。
日本語・中国語などでは、基数 + 「分之（ぶんの）」 + 基数という複合語を用いるので、分数詞は「半」のみ（「漢数字#分数」も参照）。

## 位取り
多くの言語では、大きい数を表す数詞を、一定の規則に従って構成する。数詞の規則は「N進法」と呼ばれる物で、何かの数の冪乗で数詞を形成する。
例えば日本語では、四十七を表す基数詞は「よんじゅうなな」であり、「4×10(10) + 7」を意味する。日本語の数詞は底が十（2×5）である十進法である。世界的には十進法が圧倒的に多いが、十二進法（底が4×3）や二十進法（底が4×5）も世界各地で見られる。
ニューギニア島は最も言語密度の高い地域として知られ、エスノローグには 1071 個の言語が記されている。従って、位取りの底も多様であり、二進法・四進法・六進法・十進法・十五進法・二十進法・二十四進法・六十進法が存在する。

## 各言語における数詞

### 日本語

#### 概説
日本語の数詞には、原日本語に由来すると考えられている固有の和語の数詞（ひとつ、ふたつ、みっつ、よっつ/よん、いつつ、むっつ、ななつ、やっつ、ここのつ、とお、…）と、漢字とともに中国から持ち込まれ日本語化した漢語の数詞（イチ、ニ、サン、シ、ゴ、ロク、シチ、ハチ、ク/キュウ、ジュウ、…）の2つの系列の数詞が併用されている。
ただし、現代日本語で和語の数詞が普通に用いられるのは「ひとつ」 (1) から「とお」 (10) までに限られる。「はたち」 (20) は年齢について専ら用いられる。本来は数（あるいは個数）そのものを表す「みそじ」 (30)、「よそじ」 (40) などには「三十路」「四十路」という漢字が当てられ、末尾の「じ (ぢ)」が年齢を表す助数詞（単位）である「歳」または「歳代」を意味する接尾辞のように誤解されている。その他には、「ようか」（8 日）、「はつか」 (20 日)、「みそか」 (30 日) のような形（カは、複数のヒ（日）を表す）、さらには、「いすず」 (五十鈴、「い」が 50 という意味の数詞)、「ちとせ」 (千年、千歳、「ち」は 1000 の意味) などの形で、多くは固有名詞の中で痕跡的に用いられるのみである。
本来、和語の数詞で数そのものの概念を表しているのは「ひと、ふた、み、よ、…」の部分であると考えられる。しかし、実際にはこの部分が単独で用いられることはなく、数または個数を表す場合には「-つ」などの接尾辞を伴って、「ひとつ、ふたつ、みつ (みっつ)、よつ (よっつ)、…」という形で用いられるか、具体的な接尾辞または助数詞を伴って、「ひとり、ふたり、みたり (みったり)、よたり (よったり)、…」「ひともと (1 本)」「ふたまた (2 又)」「みとせ (3 年)」「よっか (4 日)」「やくさ (8 種)」などという形をとる。
現代日本語においては 10 以下であっても、「みたり」 (3 人) などのような表現はほぼ消滅し、「ひとよ」 (1 夜) という表現も非常に古風な物言いと感じられる。時間あるいは期間としての 1 日を和語系で「ひとひ」と呼ぶことは現代日本語ではほとんどなく、漢語系の「いちにち」という言い方しか行われない（月の第1日を「ついたち」と呼ぶのは「月立ち」の音便形である）。
和語の数詞で 10 を超える数の読み上げについては、「とおか・あまり・みっか」 (13 日)、「みそとせ・あまり・ななとせ」 (37 年)、「よそじ・あまり・みっつ」 (43 個) などのように、桁ごとに接尾辞または助数詞を繰り返して言う方法しかなく、非常に冗長だった。なお「みそひともじ（三十一文字）」などの語は、このような和語の数詞本来の体系が崩れた後に、漢語の数詞の体系に合わせて生じたものとされる。
これに対して漢語の数詞で 10 を超える数の読み上げについては、「十・三」 (13)、「三十・七」 (37)、「二千・七百・六十・八」 (2768) などと言うように単純かつ体系的であり、「日」「年」「個」などの助数詞は末尾に1度付ければよいという合理性を持ち、また極小から極大まで、あるいは分数表現や割合表現、倍数表現などについても整然とした体系を持っている。このことが、現代日本語での和語の数詞の使用が 1～10 に限られ、11 以上は専ら漢語の数詞が使用されるようになった原因と考えられている。
なお「4」「7」の読み上げについては、漢語の「シ」「シチ」より、和語の「よん」「なな」を使うことが多い（「漢数字#日本語」も参照）。
年月日の読み上げでは、「四月」（しがつ）を除いて「四」を和語の「よん」と発音する以外、全ての数詞を漢語の数詞の読み方で発音するのが慣習である。無線などの雑音の多い環境での会話では、漢語の「イチ」「ニ」「シ」「シチ」などの発音の似ている数の混同を防ぐために和語の「ひと」「ふた」「よん」「なな」などで発音し、例えば「四月二十七日」を「よんがつふたじゅうななにち」と読み上げることもある（「一月」は「正月」（しょうがつ）と読む）。
なお「ひとつ」から「とお」までの和語の数詞のなかには、母音交替により 2 倍を示すものがある。すなわち、ひ (1) - ふ (2) の対、み (3) - む (6) の対、よ (4) - や (8) の対である。いつ (5) - とお (10) を加えることもある。

#### 基本的な数詞
前述の通り、日本語の数詞の書き方には、算用数字とも呼ばれるアラビア数字（1、2、3...）と、漢数字（一、二、三...）が併用される。アラビア数字は横書きに、漢数字は縦書きに使われることが多い。
漢数字は中国で使われ始めた数字で、漢字とともに日本に流入してきたものであり、アラビア数字は、幕末・明治初期に外国から、アルファベットと共に流入された。アラビア数字は横書き、漢数字は縦書きを中心に使われるのは、この流入の背景からであり、漢数字を横書きに使っても問題はない。
ほとんどの数には、前述の通り、漢語の数詞（イチ、ニ、サン...）と和語の数詞（ひとつ、ふたつ、みっつ...）があるが、現代日本語で和語の数詞が普通に用いられるのは「ひとつ」 (1) から「とお」 (10) までに限られる。
以下に日本語における数詞の使用を表にする。現代日本語で普通に使われていない読み方は、「†」を付ける。京よりも大きな数の単位に関しては命数法#大数の命数法を参照のこと。
| アラビア数字           | 漢数字  | 漢語の読み | 和語の読み     | よく使われる読み |
| ---------------------- | ------- | ---------- | -------------- | ---------------- |
| 0                      | 零 / 〇 | れい       | まる           | ゼロ（外来語）   |
| 1                      | 一      | いち       | ひと・つ       | いち             |
| 2                      | 二      | に         | ふた・つ       | に               |
| 3                      | 三      | さん       | みっ・つ       | さん             |
| 4                      | 四      | し         | よん、よっ・つ | よん             |
| 5                      | 五      | ご         | いつ・つ       | ご               |
| 6                      | 六      | ろく       | むっ・つ       | ろく             |
| 7                      | 七      | しち       | なな・つ       | なな             |
| 8                      | 八      | はち       | やっ・つ       | はち             |
| 9                      | 九      | く、きゅう | ここの・つ     | きゅう           |
| 10                     | 十      | じゅう     | とお           | じゅう           |
| 20                     | 二十    | にじゅう   | (はた)†        | にじゅう         |
| 30                     | 三十    | さんじゅう | (みそ)†        | さんじゅう       |
| 40                     | 四十    | しじゅう   | (よそ)†        | よんじゅう       |
| 50                     | 五十    | ごじゅう   | (いそ)†        | ごじゅう         |
| 60                     | 六十    | ろくじゅう | (むそ)†        | ろくじゅう       |
| 70                     | 七十    | しちじゅう | (ななそ)†      | ななじゅう       |
| 80                     | 八十    | はちじゅう | (やそ)†        | はちじゅう       |
| 90                     | 九十    | くじゅう   | (ここのそ)†    | きゅうじゅう     |
| 100                    | 百      | ひゃく     | (もも)†        | ひゃく           |
| 500                    | 五百    | ごひゃく   | (いお)†        | ごひゃく         |
| 800                    | 八百    | はっぴゃく | (やお)†        | はっぴゃく       |
| 1,000                  | 千      | せん       | (ち)†          | せん             |
| 10,000                 | 万      | まん       | (よろず)†      | まん             |
| 100,000,000            | 億      | おく       | —              | おく             |
| 1,000,000,000,000      | 兆      | ちょう     | —              | ちょう           |
| 10,000,000,000,000,000 | 京      | けい       | —              | けい             |

上記の表にある通り、4と7の読みは、「よん」と「なな」の方が好ましいとされている。この理由については、4の読み方の一つである「し」は「死」と同じ音だから（四の字の項目を参照）とする説や、7の読み方の一つ「しち」は「いち（1）」や「はち（8）」に似ているからという説がある。しかし、多くの単語や語句は、「し」と「しち」が使われている上、数を数えるときも「し」や「しち」が使われることがある。
9は、「苦」と発音が同じであるため、不吉とさせれることがある。また、西洋から伝わったものであるが、13もまた不吉とされることがある。逆に、7と8は、日本では運のよい数字とされている。
現代日本語では、4と7以外の数には音読みを使うことが多い。年月日の読み上げでは、「四月」（しがつ）を除いて「四」を和語の「よん」と発音する以外、全ての数詞を漢語の数詞の読み方で発音するのが慣習である。無線などの雑音の多い環境での会話では、漢語の「イチ」「ニ」「シ」「シチ」などの発音の似ている数の混同を防ぐために和語の「ひと」「ふた」「よん」「なな」などで発音し、例えば「四月二十七日」を「よんがつふたじゅうななにち」と読み上げることもある（「一月」は「正月」（しょうがつ）と読む）。
大きな数の数え方は、次のようになる。
- 20から90の間の数は、「（10の位の数）十」のようになる（例：50は「五十」となる）。
- 200から900の間の数は、「（100の位の数）百となる（例：300は「三百」、567は「五百六十七」となる）。
- 2000から9000の間の数字は、「（千の位の数）千」となる（例：5000は「五千」に、2325は「二千二十五」となる）。

万の位からは、単位が上がる数の読みには、1をつける。つまり、100は単に「百」、1000は単に「千」なのが、10000からは、単なる「万」でなく「一万」となるということである。また、万以上の数の桁に1000が入る数（例：10000000）の読む際は、千の前に一をつけて、一千（いっせん）と読む。つまり、10,000,000は、「千万」ではなく「一千万」と読むこととなる。だが、千が単位の一番初めに来ない場合は、一をつけるのは任意である。例えば、15,000,000を読む際は、千五百万とも、一千五百万とも読むことができる。
連濁などの連音現象や長子音が発生することもある。例えば、「ろく（6）」と「ひゃく（100）」を合わせると、「ろっぴゃく（600）」となる。
| ×     | 1                  | 2        | 3          | 4          | 5        | 6          | 7          | 8          | 9            | 10            | 100          | 1000                       |
| ----- | ------------------ | -------- | ---------- | ---------- | -------- | ---------- | ---------- | ---------- | ------------ | ------------- | ------------ | -------------------------- |
| 100   | ひゃく・いっぴゃく | にひゃく | さんびゃく | よんひゃく | ごひゃく | ろっぴゃく | ななひゃく | はっぴゃく | きゅうひゃく | —             | —            | —                          |
| 1,000 | せん・いっせん     | 二千     | さんぜん   | よんせん   | ごせん   | ろくせん   | ななせん   | はっせん   | きゅうせん   | —             | —            | —                          |
| 1012  | いっちょう         | にちょう | さんちょう | よんちょう | ごちょう | ろくちょう | ななちょう | はっちょう | きゅうちょう | じゅっちょう* | ひゃくちょう | せんちょう・いっせんちょう |
| 1016  | いっけい（一京）   | にけい   | さんけい   | よんけい   | ごけい   | ろっけい   | ななけい   | はっけい   | きゅうけい   | じゅっけい*   | ひゃっけい** | せんけい・いっせんけい     |

* 10の倍数にも当てはまる。読み方が「ーじゅっちょう」「ーじゅっけい」となる。

** 100の倍数にも当てはまる。読み方が「ーっけい」となる。
大きい数では、大きな位から小さな位の順に読む。0は飛ばされる。
| 数   | 書き方     | 読み方                     |
| ---- | ---------- | -------------------------- |
| 11   | 十一       | じゅういち                 |
| 17   | 十七       | じゅうなな・じゅうしち     |
| 151  | 百五十一   | ひゃくごじゅういち         |
| 302  | 三百二     | さんびゃくに               |
| 469  | 四百六十九 | よんひゃくろくじゅうきゅう |
| 2025 | 二千二十五 | にせんにじゅうご           |

#### その他の数詞
序数については、助数詞#日本語の助数詞を参照。
配分数詞の場合では、基数、助数詞の後に「ずつ」がつく（例: 一人一つを意味する「一人ずつ」）。

#### 大字

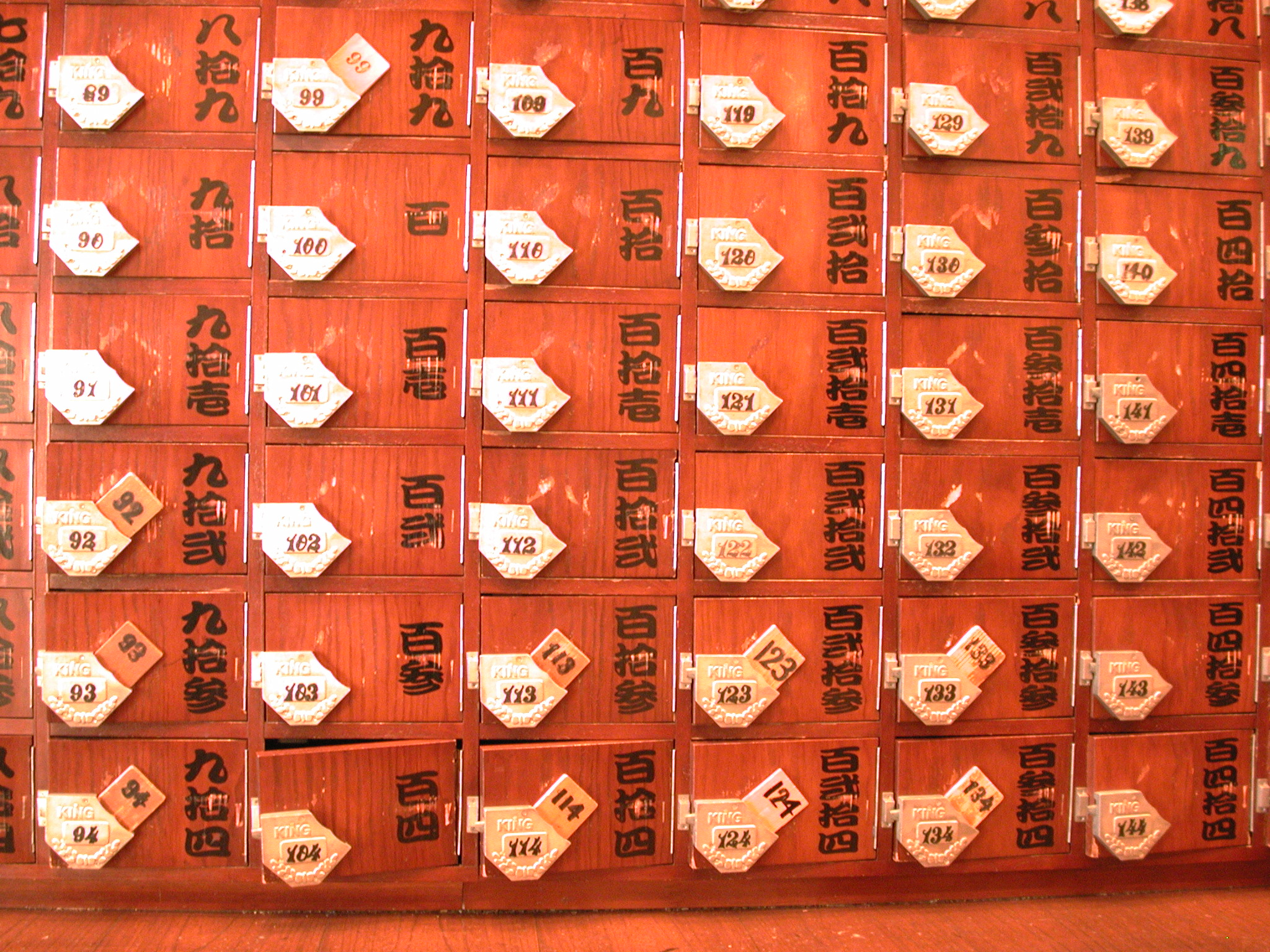
下駄箱

中国語と同じように、日本語には大字（だいじ）と呼ばれる、通常とは違う漢数字が存在する。大事は法的文書や金融文書などで、画数が多く難しい漢字を使うことで書き換え・改竄を防ぐために使われる（「一」を使った場合は、後から線を付け足すだけで「二」や「三」に書き換えることができてしまう）。現在の日本の法令では一（壱）、二（弐）、三（参）、十（拾）のみに大字が用いられている。 これらの漢数字は数本の線を書き加えるだけで数値を改竄出来てしまう（「一」だけでなく、「三」は「五」に、「十」は「千」に変えることができる）。また通常は表記しない「1」を表記することもある。例えば、110は「百拾」の他に「壱百壱拾」という書き方もある。
以下は大字の一覧である。
| アラビア数字 | 漢数字（小字） | 大字         | 大字             |
| アラビア数字 | 漢数字（小字） | 新字体・現行 | 旧字体・廃止済み |
| ------------ | -------------- | ------------ | ---------------- |
| 1            | 一             | 壱           | 壹               |
| 2            | 二             | 弐           | 貳               |
| 3            | 三             | 参           | 參               |
| 4            | 四             | 四           | 肆               |
| 5            | 五             | 五           | 伍               |
| 6            | 六             | 六           | 陸               |
| 7            | 七             | 七           | 柒, 漆           |
| 8            | 八             | 八           | 捌               |
| 9            | 九             | 九           | 玖               |
| 10           | 十             | 拾           | 拾               |
| 100          | 百             | 百           | 佰               |
| 1000         | 千             | 千           | 阡, 仟           |
| 10000        | 万             | 万, 萬       | 萬               |

ちなみに、現在使われている日本銀行券は千円札、二千円札、五千円札、一万円札の4種であり、それぞれ「千円」「弐千円」「五千円」「壱万円」と表記されている。

#### 上代日本語
上代日本語は、後の時代といくつか語彙は共通するものの、特定の語彙素の一部を除き、使われなくなった10を超える独特の数の用語も存在する。
注:
- 書き起こしは表音に基づいており、音素とは異なる。上代日本語も参照のこと。
- 添え字表記については、上代特殊仮名遣を参照。

| 数    | 読み      | 例 | 備考                                                        |
| ----- | --------- | --- | ----------------------------------------------------------- |
| 1     | ひと      | 一日 (ひとひ), 一年 (ひととせ)                                                                          |                                                             |
| 2     | ふた      | 二夜 (ふたよ)                                                                                           |                                                             |
| 3     | み        | 三十 (みそ)                                                                                             |                                                             |
| 4     | よ        | 四十 (よそ) (40), 四人 (よたり)                                                                         |                                                             |
| 5     | いつ      | 五年 (いつとせ)                                                                                         |                                                             |
| 6     | む        | 六爪 (むつま)                                                                                           |                                                             |
| 7     | なな      | 七瀬 (ななせ)                                                                                           | 「多い」という意味でも使われる。                            |
| 8     | や        | 八雲 (やくも)                                                                                           | 「多い」という意味でも使われる。                            |
| 9     | ここの    | 九柱 (ここのはしら)                                                                                     |                                                             |
| 10    | と / とお | 十日 (とおか)                                                                                           |                                                             |
| 10    | そ        | 三十 (みそ)、四十 (よそ)、六十 (むそ)、八十 (やそ)                                                      | 複合語のみで見られ、単独で用いられることはない。            |
| 20    | はた      | 二十 (はた)、二十人 (はたたり)、二十年 (ぱたとせ)                                                       |                                                             |
| 50    | い        | 五十日 (いか)                                                                                           |                                                             |
| 100   | ほ        | 五百 (いほ)、五百年 (いほとせ)、五百夜 (いほよ)、八百 (やほ)、三百 (みほ)、六百 (むほ)、九百 (ここのほ) | 100の倍数を表すときに用いられる。                           |
| 100   | もも      | 百日 (ももか)                                                                                           | 100のみを表すときに用いられる。「多い」の意味でも使われる。 |
| 1000  | ち        | 千年 (ちとせ)                                                                                           | 「多い」という意味でも使われる。                            |
| 10000 | よろず    | 八百万 (やおよろず)                                                                                     | 「多い」という意味でも使われる。                            |

#### 表記
日本語にアラビア数字が導入されて以来、数を表す際にアラビア数字で書かれることがより一層多くなった。ただし、語彙素の一部となっている数字は漢字で書かれることもある。例えば、「八百屋」には、沢山という意味で数字の800が入っているが、アラビア数字ではなく漢字で表記でされることがほとんどである。また、ヤクザを指す隠語として「八九三」が存在するが、これはおいちょかぶにおける「8-9-3」の手が最も弱い0になることから、ヤクザが「意味のない人」であると揶揄するとされている。

#### 日本軍における序数と基数
金田一春彦によれば、西南戦争の際、官軍は二中隊で脇から待ち伏せする中、残り一中隊を前進させて賊軍を引き寄せるために「三中隊、前へ」と号令したところ、意に反して全三中隊とも前進してしまい甚大な損害を被ったため、以後日本陸軍では、序数の場合は「第三中隊」、基数の場合は「三個中隊」という表現とし、明確化するようにした。

### 朝鮮語・ベトナム語
固有語と漢語の数詞の併用という現象は朝鮮語やベトナム語にも見られる。朝鮮語では日本語よりも広く、99 まで固有語の数詞が普通に用いられ、特に時刻の表現では「何時何分」の「時」の前には固有語系の、「分」の前には漢語系の数詞が用いられる。